# 座旗增七
御夫座64，又名BD+41 1630，HD 56221、SAO 41679、HR 2753，是御夫座的一颗恒星，视星等为5.78，位于銀經177.08，銀緯22.11，其B1900.0坐标为赤經7h 11m 5s，赤緯+41° 22.11′ 40″。